# Tolteki
Tolteki so arheološka mezoameriška kultura, ki je dominirala imperiju s središčem v Tuli, v začetku post-klasičnega obdobja mezoameriške kronologije (okoli 800-1000 n. št.). Kasnejša Azteška kultura je videla Tolteke kot svoje intelektualne in kulturne predhodnike in opisuje Tolteško kulturo, ki izhaja iz Tōllān /'to:l:a:n / (v jeziku nahuatl za Tula) kot sinonim civilizacije; v jeziku nahuatl beseda "Tōltēcatl" / toːlteːkat͡ɬ / (ednina) ali "Tōltēcah" / toːlteːkaʔ / (množina) pomeni "obrtnik". Azteška ustna in piktografiska tradicija je opisala tudi zgodovino tolteškega imperija, sezname vladarjev in njihovih podvigov.
Med sodobnih znanstvenikov je stvar razprave, ali naj se Azteška pripoved zgodovine toltekov jemlje kot opisi dejanskih zgodovinskih dogodkov. Čeprav vsi strokovnjaki priznavajo, da obstaja veliko mitoloških pripovedi, nekateri trdijo, da z uporabo kritične primerjalne metodo lahko rešijo določeno stopnjo zgodovinskosti virov. Drugi trdijo, da je nadaljnja analiza pripovedi kot virov dejanske zgodovine jalova in ovira dostop do dejanskega poznavanja kulture iz Tule (Tula de Allende)..
Drugi nesoglasja v zvezi s Tolteki vsebujejo vprašanje, kako najbolje razumeti razloge za zaznane podobnosti v arhitekturi in ikonografiji med arheološkim najdiščem Tula in majevskim mestom Chichen Itza. Soglasja ni glede stopnje ali smeri vpliva teh dveh mest. Med novodobnimi avtorji obstajajo še druge polemike.

## Arheologija
Nekateri arheologi, kot je Richard Diehl, se zavzemajo za obstoj tolteškega arheološkega horizonta, značilnega po nekaterih slogovnih značilnostih, povezanih z Tulo in se razteza do drugih kultur in politik v Mezoameriki. Lastnosti, povezane s tem horizontom so: slog Mixteca-Puebla ikonografija, Tohil keramiko in Silho ali X-Fine oranžno keramiko.  Prisotnost slogovnih značilnosti, povezanih s Tulo v Chichen Itzi je sprejeta tudi kot dokaz za Tolteški horizont. Še posebej je bila narava interakcije med Tulo in Chichen Itzo sporna, saj znanstveniki zagovarjajo bodisi vojaško osvajanje Toltekov Chichen Itze, ali je Chichen Itza ustanovila Tulo kot kolonijo ali samo slabe povezave med njima. Obstoj kateregakoli umetniškega sloga Mixteca-Puebla je bil tudi vprašljiv. 
Nasprotno stališče je argumentirano v študiji iz leta 2003 (Michael E. Smith in Lisa Montiel), ki primerja arheološko evidenco v zvezi s Tulo, s tistim iz političnega središča v Teotihuacánu in Tenochtitlanu. Iz tega sklepajo, da je bil uveljavljen vpliv s strani Teotihuacána in Tenochtitlána v Mezoameriki, vpliv Tule na druge kulture pa zanemarljiv in  verjetno ne zasluži definicije kot imperij, bolj kraljestvo. Ker Tula ima urbano kompleksnost, ki se pričakuje od glavnega mesta imperija, njen vpliv in prevlada nista bila zelo daljnosežna. Dokaz za sodelovanje Tule pri obsežnih trgovinskih mrežah je razkril na primer, ostanke velike delavnice za obdelavo obsidiana. 
Tolteki naj bi govorili nahuatl ali kar nahua jezik, del širše uto-azteške skupine jezikov

## Zgodovina raziskovanj
Razprava o naravi tolteške kulture sega v konec 19. stoletja. Mezoameriški znanstveniki kot so Veitia, Manuel Orozco y Berra, Charles Etienne Brasseur de Bourbourg in Francisco Clavigero, so vsi prebrali Azteške kronike in verjamejo, da bi bili zgodovinski opisi pan-mezoameriškega imperija, ki se nanašajo na Tulo, realni. Ta zgodovinski pogled je prvič izpodbijal Daniel Garrison Brinton, ki je trdil, da so bili Tolteki, kot je opisano v azteški virih, zgolj eden od več nahuatl govorečih mestnih državic v postklasičnem obdobju in ne posebej vpliven. On pripisuje azteški pogled na Tolteke kot »težnjo človeškega uma poveličevati dobre stare čase« in zavajajoč kraj Tollan z mitom o boju med Quetzalcoatlom in Tezcatlipocom. Désiré Charnay, prvi arheolog na delu v Tuli je branil zgodovinske poglede, ki temeljijo na njegovem vtisu o tolteškem mestu in je bil prvi, ki je primerjal podobnosti v arhitekturnih slogih med Tulo in Chichen Itzo. To ga je pripeljalo do teorije, da je bila Chichen Itza nasilno prevzeta od tolteške vojaške sile pod vodstvom Kukulcana.  Sledeč Charnayu, je bil izraz Toltek povezan s pritokom nekaterih osrednjih mehiških kulturnih značilnosti v Majevsko sfero prevladujočega položaja, ki je potekal v poznih klasičnih in zgodnjih postklasičnih obdobjih; postklasične Majevske civilizacije Chichen Itza, Mayapán in gvatemalsko višavje se referirajo v besedah "Toltecized" ali "Mexicanized" Majev.
Historicistična šola mišljenja je vztrajala tudi v 20. stoletju, in so predstavljena v delih znanstvenikov kot so David Carrasco, Miguel León Portilla, Nigel Davies in H.B. Nicholson, ki vsi menijo, da so bili Tolteki dejanska etnična skupina. Ta šola je pripisala Tolteke arheološkemu najdišču Tula, ki je bil sprejet kot Tollan iz azteškega mita. Ta tradicija predpostavlja, da je velik osrednji del Mehike med 10. in 12. stoletjem obvladoval "tolteški imperij". Arheolog Laurette Sejourné sledi zgodovinarju Enrique Florescanu in trdi, da je bil "originalni" Tollan verjetno Teotihuacan. Florescano dodaja, da se majevski viri nanašajo na Chichen Itzo, ko govorimo o mitskem krajm Zuyua (Tollana).
Mnogi zgodovinarji, kot H.B. Nicholson (2001 (1957)) in Nigel Davies (1977), se v celoti zavedajo, da so azteške kronike mešanica mitoloških in zgodovinskih dejstev in jih poskušajo ločiti z uporabo primerjalnega pristopa do različnih azteških pripovedi. Na primer skušajo ločiti božanstvo Quetzalcoatl in tolteškega vladarja, ki je pogosto omenjen kot Topiltzin Ce Acatl Quetzalcoatl.

## Mitologija
V zadnjih desetletjih je zgodovinski položaj padel v nemilost proti bolj kritičnemu in interpretativnemu pristopu k zgodovinskosti azteških mitskih pripovedi na podlagi prvotnega pristopa Brintona. Ta pristop se uporablja za drugačno razumevanje besede Toltek za razlago Azteški virov, kot zelo mitski in filozofski konstrukt bodisi Aztekov ali Mezoamerike na splošno, ki je služil za simboliziranje mogočnosti in prefinjenosti več civilizacij v obdobju mezoameriške postklasike.
Znanstveniki, kot sta Michel Graulich (2002) in Susan D. Gillespie (1989) trdita, da so težave v zbiranju zgodovinskih podatkov iz azteških pripovedi tolteške zgodovine prevelike, da bi prevagale. Na primer, obstajata dva domnevna tolteška vladarja identificirana kot Quetzalcoatl: prvi vladar in ustanovitelj tolteške dinastije in zadnji vladar, s katerim se je končala tolteška slava in je bil prisiljen v ponižanje in izgnanstvo. Prvi je opisan kot hrabri zmagoslavni bojevnik, zadnji kot slaboten in do sebe dvomljiv starec. Graulich in Gillespie pravita, da je to splošen azteški ciklični pogled na čas, kjer se dogodki ponavljajo kot konec in začetek ciklov ali obdobij, ki so zapisani v zgodovinski kroniki, zato je nesmiselno, da bi poskušali razlikovati med zgodovinskim Topiltzin Ce Acatl in Quetzalcoatl božanstvom. Graulich je trdil, da je ero Toltekov najbolje obravnavati kot četrto od petih azteških mitoloških "sonc" ali starosti, eno tik pred petim soncem azteškega ljudstva, ki mu predseduje Quetzalcoatl. To je navedlo Graulicha upoštevati, da so le morda zgodovinski podatki v azteški kroniki imena nekaterih vladarjev in morda nekatera njim pripisana osvajanja. 
Poleg tega je beseda Tolteca pri ljudstvu Nahuan sinonim za umetnika, obrtnika ali modreca in toltecayotl. Toltecness je mišljeno umetnost, kultura, civilizacija in urbanizem in je bila videti kot nasprotje Chichimecayotl (Chichimecness), ki simbolizira divjaka, nomadsko status ljudi, ki še niso postala urbanizirana. Ta razlaga trdi, da bi se lahko vsako veliko urbano središče Mezoamerike v besedi Tollana sklicevalo na njegove prebivalce kot Tolteke - in da je bila običajna praksa med vladajočimi v postklasični Mezoameriki da so trdili da so predniki Toltekov. Mezoameriške migracijske pripovedi pogosto navajajo, da je Tollanu vladal Quetzalcoatl (ali Kukulkan v Yucatec in Q'uq'umatz v K'iche'), ki je božanska mitološka figura, ki je bil kasneje poslan v izgnanstvo iz Tollane. Trditev tolteških prednikov in vladajoče dinastije, ki jo je ustanovil Quetzalcoatl, je imela opraviti s tako različnimi civilizacijami kot je azteška, K'iche' in Itza 'Maji.
Vendar skeptična šola mišljenja ne zanika, da so kulturne poteze navidezno osrednjega mehiškega porekla razpršene po večjem območju Mezoamerike, in se nagiba pripisati to prevlado Teotihuacanu v klasičnem obdobju in splošnemu širjenju kulturnih značilnosti znotraj okolice. Nedavne študije ne vidijo Tule kot središča Toltekov v azteških pripovedih. Namesto tega je jemati "Toltek" da preprosto pomeni prebivalec Tule v času njenega ozemlja. Ločevanje izraza "Toltek" od tistih iz azteških pripovedi, poskuša najti arheološke sledi do etnične pripadnosti, zgodovine in družbene organizacije prebivalcev Tule.

## Po arheoloških ugotovitvah
Arheološke najdbe potrjujejo obstoj Tula do 11. stoletja. Kultura Toltekov se zdi, da je pokrivala velik del osrednje Mehike, vendar je obstoj tolteškega imperija vprašanje velikosti in strukture, o čemer ni skoraj nič podatkov.
Glavni dejavniki za propad bi lahko bila ekstrakcija tal, podnebne spremembe, spori med Nonoalki in potomci skupin s severa, kot tudi vdor ljudstev s severa. Večinoma je vloga zavojevalcev pripisana Chichimecom, nomadskim ljudem iz severne Mezoamerike.